# Opel HydroGen4

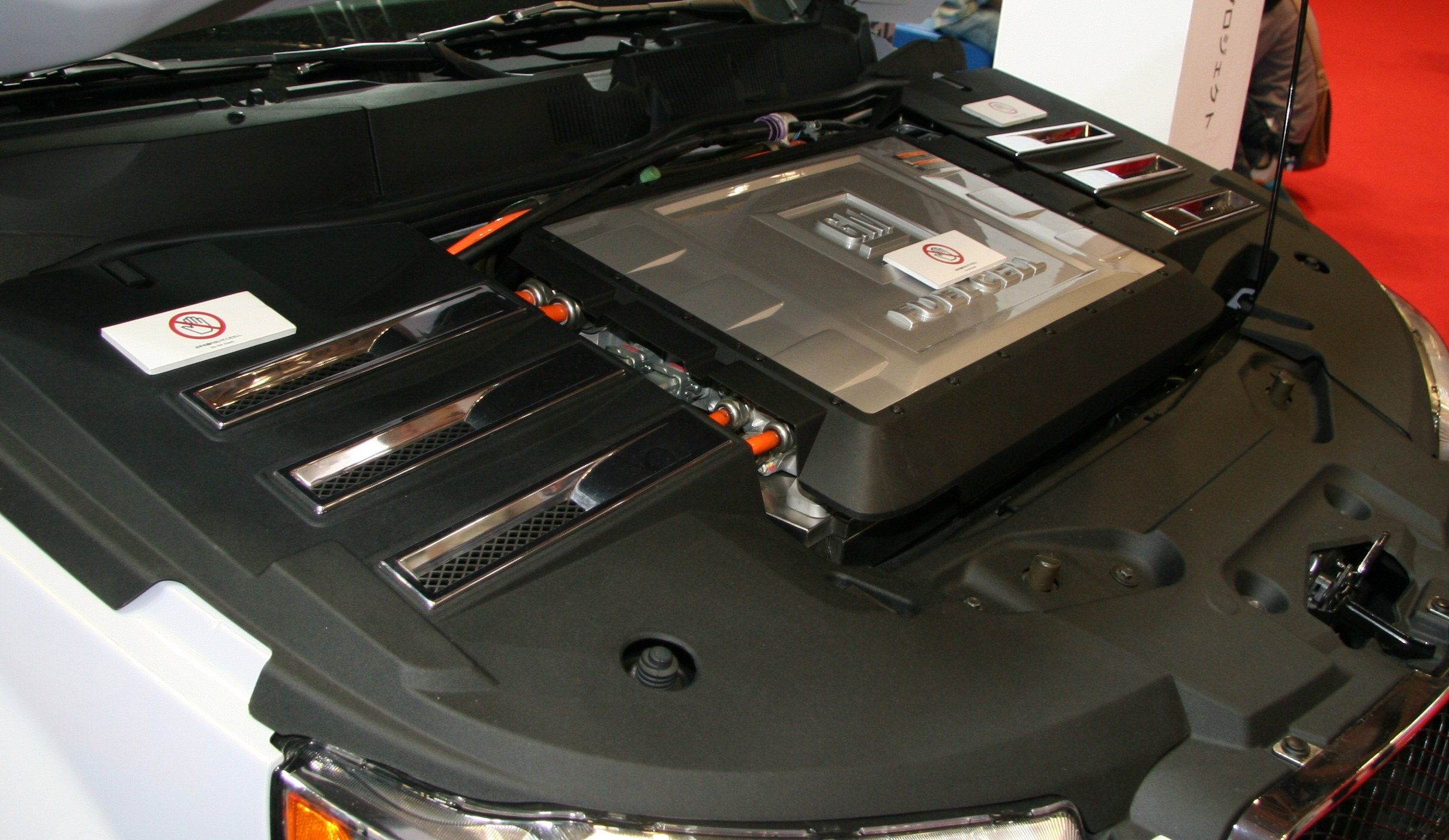
Blick unter die Haube

Der Opel HydroGen4 (auch GM HydroGen4, HydroGen4 by Opel; in den USA Chevrolet Equinox Fuel Cell, in Großbritannien Vauxhall HydroGen4) ist ein Brennstoffzellenfahrzeug, das auf der Internationalen Automobilausstellung 2007 in Frankfurt am Main vorgestellt wurde. Das von General Motors (GM) und dessen Tochterunternehmen Opel entwickelte Fahrzeug basiert auf dem Chevrolet Equinox und ist der Nachfolger des Brennstoffzellenfahrzeuges Opel HydroGen3, das weltweit in verschiedenen Demonstrationsprojekten eingesetzt wurde und auf dem Opel Zafira A basierte.

## Technik
Die Antriebseinheit basiert auf der Konzeptstudie Chevrolet Sequel von 2006. Hauptbestandteil ist eine von General Motors hergestellte Polymerelektrolytbrennstoffzelle mit 440 Zellen und einer Leistung von 93 kW (126 PS). Die Brennstoffzellen-Einheit Stack 2000 wiegt 240 kg und hat eine Leistungsdichte von 1,44 kW/l beziehungsweise 0,83 kW/kg. Die Arbeitstemperatur beträgt ca. 80 °C.
Der hybride Antriebsstrang enthält als Energiespeicher einen Nickel-Metallhydrid-Akkumulator mit einem Energieinhalt von 1,8 kWh bei einer abzugebenden Leistung von 35 kW und als Antrieb einen Drehstrom-Synchronmotor mit 73 kW (100 PS) Dauerleistung und 320 Nm Drehmoment. Die Spitzenleistung des Motors beträgt 94 kW (128 PS). Der Opel HydroGen4 verfügt über Frontantrieb, wobei die Kraftübertragung über ein Planetengetriebe erfolgt.
Damit erreicht der HydroGen4 eine Höchstgeschwindigkeit von 160 km/h und beschleunigt von 0 bis 100 km/h in 12 Sekunden.
Die drei Wasserstofftanks aus Kohlenstofffaser-Verbundwerkstoff fassen bei 700 bar Druck insgesamt 4,2 kg Wasserstoff, was eine Reichweite von etwa 320 km ermöglicht, die durch Optimierung der Steuersoftware im Zuge des Testprogramms sogar auf 420 km erhöht werden konnte.
Der Verbrauch wird mit rund 1,3 kg pro hundert Kilometer angegeben, im Fahrversuch wurden jedoch Werte um 0,9 kg/100 km erreicht.
Eine Tankbefüllung mit vorgekühltem Wasserstoff soll nur 3 Minuten dauern.
Das Fahrzeug verfügt über Bremsenergierückgewinnung und Wasserstoff-Sensoren im Innenraum, die im Notfall das System abschalten. Die Motorhaube des Opel HydoGen4 ist zur Gewichtsersparnis aus Kohlenstofffaser-Verbundwerkstoff gefertigt, die Türen aus Aluminium.

## Einsatz
2007 und 2008 wurden 170 Fahrzeuge hergestellt, von denen 119 Exemplare an Kunden ausgeliefert wurden, verteilt auf die vier Länder USA, Deutschland, Korea und Japan.
In den USA konnten sich Menschen in Michigan, im südlichen Kalifornien sowie den Gegenden um Washington und New York im Internet für das Testprogramm Project Driveway bewerben. Seit Mitte 2008 wurden die Fahrzeuge ausgeliefert.
Auch in Shanghai, Tokio und Seoul werden die Fahrzeuge getestet.
Am 22. Februar 2012 übernahm das United States Pacific Command 16 Chevrolet Equinox Fuel Cell, die in Hawaii ausgiebig getestet werden sollen. Laut GM handelt es sich dabei um die weltweit erste militärische Flotte von Brennstoffzellenfahrzeugen.
Am 26. November 2008 wurden in Berlin die 10 Exemplare des HydroGen4 für das Demonstrationsprojekt Clean Energy Partnership (CEP) vorgestellt. Zu den betreibenden Partnerunternehmen gehören der ADAC, Allianz, Coca-Cola, Hilton, Linde, Schindler, Axel Springer, Total und Veolia. Ebenfalls teil am Projekt nehmen E-Plus, 3M und – seit Juni 2010 – IKEA (Berlin-Tempelhof).
Im Jahr 2012 wurde ein weiterer HydroGen4 an die hessische Staatskanzlei ausgeliefert, ebenfalls im Rahmen der CEP.
2009 hatten die Fahrzeuge der Testflotte eine Million Meilen (1,6 Mio. Kilometer) zurückgelegt. Mitte 2012 befanden sich 119 Exemplare im Testbetrieb. Insgesamt waren sie bis dahin über 2,5 Millionen Meilen beziehungsweise 4 Millionen Kilometer gefahren. Im Mai 2014 hatten die 119 Fahrzeuge eine Gesamtstrecke von über drei Millionen Meilen (4,8 Millionen Kilometer) erreicht.